# Lubhu
Lubhu es un pueblo ubicado en el distrito de Lalitpur, Nepal.

## Superficie
Cuenta con una superficie de 6,4 kilómetros cuadrados.

## Demografía
Hasta 2015 la población era de 12 786 habitantes, con una densidad de población de 1997 habitantes por kilómetro cuadrado. Con una población masculina y femenina de 6279 (49,1%) y 6507 (50,9%) respectivamente.
| Gráfica de evolución demográfica de Lubhu entre 1975 y 2015 |
|                                                             |
| Datos según el Centro Común de Investigación.               |